# Stengrundet, Raseborg
Stengrundet är en ö i Finland. Den ligger i Finska viken och i kommunen Raseborg i landskapet Nyland, i den södra delen av landet. Ön ligger omkring 98 kilometer väster om Helsingfors.
Öns area är 0,8 hektar och dess största längd är 130 meter i sydöst-nordvästlig riktning. Närmaste större samhälle är Ekenäs, 15,3 km nordost om Stengrundet.